# Saint George North East (circunscripción electoral)

Saint George North East en Granada.

Saint George North East es una de las quince circunscripciones electorales en las que se divide Granada para las elecciones a la Cámara de Representantes. Comprende una porción al noreste de la parroquia de Saint Andrew, la más poblada del país, y es una de las tres circunscripciones electorales granadinas que no tienen salida al mar.
La circunscripción se creó para las elecciones generales de 1972 con la división de Saint George North. Con la excepción de las elecciones de 1999, 2013 y 2018, en las cuales el Nuevo Partido Nacional (NNP) ganó todos los escaños, la circunscripción ha sido un bastión del Congreso Nacional Democrático (NDC) y fue el distrito electoral de dos de sus líderes, George Brizan (brevemente primer ministro de Granada en 1995) y Nazim Burke. Su actual representante es Ron Redhead.
De cara a las elecciones de 2022, la circunscripción tenía 7.727 electores registrados.

## Representantes electos
| Elección | Partido | Partido                            | Parlamentario    |
| -------- | ------- | ---------------------------------- | ---------------- |
| 1972     |         | Partido Laborista Unido de Granada | Franklyn Dolland |
| 1976     |         | Movimiento New Jewel               | Unison Whiteman  |
| 1984     |         | Nuevo Partido Nacional             | George Brizan    |
| 1990     |         | Congreso Nacional Democrático      | George Brizan    |
| 1995     |         | Congreso Nacional Democrático      | George Brizan    |
| 1999     |         | Nuevo Partido Nacional             | Augustine John   |
| 2003     |         | Congreso Nacional Democrático      | Nazim Burke      |
| 2008     |         | Congreso Nacional Democrático      | Nazim Burke      |
| 2013     |         | Nuevo Partido Nacional             | Tobias Clement   |
| 2018     |         | Nuevo Partido Nacional             | Tobias Clement   |
| 2022     |         | Congreso Nacional Democrático      | Ron Redhead      |